# Бафа
Бафа (тур. Bafa Gölü) — озеро в Туреччині, знаходиться між узбережжям Егейського моря і долиною річки Великий Мендерес, південніше міста Секе і в 54 км на південний захід від міста Айдин. Площа озера складає близько 65 км², за іншими даними — 67,08 км². Воно було частиною Егейського моря, і відокремилося в результаті накопичення наносів і утворення сучасної дельти Великого Мендереса. З річкою озеро з'єднує канал — в 1985 році між ними була споруджена дамба, що запобігає затоплення сільськогосподарських земель по берегах озера і сповільнивши накопичення в ньому донних відкладень. Глибина озера сягає 25 метрів, а її середнє значення дорівнює п'яти метрам. Вода в озері солонувата, і її солоність істотно підвищилася за останній час.
Озеро використовується іригаційних і рекреаційних цілях, на ньому ведеться риболовля. У 2004 році тут було видобуто 22 тонни риби. Серед видів, що мешкають в озері і мають промислове значення — сазан (лат. Cyprinus carpio), річковий вугор (лат. Anguilla anguilla) і сіра кефаль (лат. Mugil spp.), з інтродукованих видів домінують Atherina boyeri і Gambusia holbrooki.